# Tom Dempsey
Pour les articles homonymes, voir Dempsey.
(en) Statistiques sur pro-football-reference
Thomas John Dempsey, dit Tom Dempsey, est un joueur américain de football américain né le 12 janvier 1947 à Milwaukee (Wisconsin) et mort le 4 avril 2020 à La Nouvelle-Orléans en Louisiane à la suite de la pandémie de Covid-19. 
Il a joué pour les Saints de La Nouvelle-Orléans, les Eagles de Philadelphie, les Rams de Los Angeles, les Oilers de Houston et pour finir les Bills de Buffalo.

## Biographie
Il est né sans orteil sur son pied droit et sans doigts sur sa main droite. Dempsey portait donc une chaussure de sport spécifique coupée au niveau des orteils manquants.
Après sa retraite du football, Tom Dempsey a résidé avec son épouse Carlene, qui a enseigné l'histoire à Kehoe-France, une école privée à Metairie, en Louisiane, une banlieue de la Nouvelle-Orléans. Sa maison a été inondée lors de l'ouragan Katrina en 2005. 
En janvier 2013, il a révélé qu'il souffrait de démence. Le psychiatre Daniel Amen a établi le diagnostic initial de dommages au cerveau de Dempsey. Lors d'examens médicaux et de scans, Amen a trouvé trois trous dans le cerveau, ainsi que d'autres dommages. 
Le 30 mars 2020, il a été testé positif au COVID-19. Il était l'un des 15 résidents d'une résidence pour personnes âgées de la Nouvelle-Orléans à être testés positifs pour le virus. Bien qu'il ait été déclaré guéri quelques jours plus tard, il est décédé le 4 avril en raison de complications sanitaires dues au virus.